# Unanu
Unanu är en ö i Mikronesiska federationen.   Den ligger i kommunen Unanu Municipality och delstaten Chuuk, i den västra delen av landet, 900 km väster om huvudstaden Palikir. Arean är 0,26 kvadratkilometer.
Terrängen på Unanu är mycket platt. Den sträcker sig 1,0 kilometer i nord-sydlig riktning, och 0,7 kilometer i öst-västlig riktning.
Följande samhällen finns på Unanu:
- Unanu Village